# Combate de Surubi-hi
O Combate de Surubi-hi travou-se no dia 23 de setembro de 1868, durante a Guerra do Paraguai.
Na manhã do dia 23 de setembro de 1868, a vanguarda brasileira, sob o comando do general Andrade Neves, encontrou dois destacamentos paraguaios, comandados pelo Coronel Montiel e pelo Tenente-coronel Roa, defendendo uma ponte sobre o Arroio Surubi-hi, próxima a um bosque.